# Stylosanthes macrosoma
Stylosanthes macrosoma är en ärtväxtart som beskrevs av Sidney Fay Blake. Stylosanthes macrosoma ingår i släktet Stylosanthes och familjen ärtväxter. Inga underarter finns listade i Catalogue of Life.